# Apeadero de Fiais da Telha
El Apeadero de Fiais da Telha fue una plataforma ferroviaria de la Línea de la Beira Alta, que servía a la localidad de Fiais da Telha, en el Distrito de Viseu, en Portugal.

## Historia
Esta plataforma se situaba en el tramo entre Pampilhosa y Vilar Formoso de la Línea de la Beira Alta, que fue inaugurado por la Companhia dos Caminhos de Ferro Portugueses da Beira Alta el 1 de julio de 1883.